# Eva Reisinger

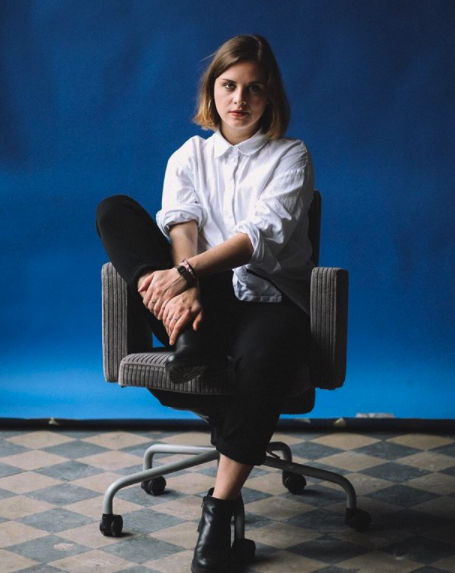
Eva Reisinger, Berlin, 2019

Eva Reisinger (* 28. September 1992) ist eine österreichische Journalistin und Autorin.

## Leben
Eva Reisinger wuchs in Oberösterreich auf. Sie studierte Journalismus und Medienmanagement an der FH Wien der WKW und volontierte bei die Presse, dem ORF und VICE Alps. 2014 assistierte Reisinger dem Türkei- und Iran-Korrespondenten des ORF in Istanbul und schrieb 2016 für das NEON-Magazin in Hamburg. Schließlich arbeitete sie als selbstständige Journalistin und verfasste unter anderem die Reportage Der zerplatzte Traum vom freien Kurdistan über Kurden in der Türkei für die Wiener Zeitung.
2017 zog Reisinger nach Berlin und begann als angestellte Redakteurin bei ze.tt, dem jungen Medium des ZEIT-Verlags. Schließlich wurde sie dort zur Österreich-Korrespondentin befördert und startete ihre Serie „Was geht mit Österreich?“. Sie veröffentlichte ein Porträt über einen 22-jährigen Bürgermeister (ÖVP) in Oberösterreich und thematisierte die „Generation Sebastian“ – eine neue Generation von Politikern in der ÖVP. Oder erzählte von Alex Jürgen und dem Kampf um das dritte Geschlecht in Österreich.
Seit 2019 lebt sie wieder in Wien und arbeitet dort als freie Journalistin und Autorin. Am 14. Jänner 2021 erschien ihr erstes Buch „Was geht, Österreich? Eine Landjugend mit Wodkabull und dem Herrgott“ bei Kiepenheuer & Witsch.
Reisingers Buch wird in Deutschland und Österreich besprochen. „Reisingers Aufzählung ist ein Spagat zwischen österreichischer Gemütlichkeit mit Schnitzel-Rezepten und ihrem politischen Engagement. Mosaiksteine, aus denen sich ein frisches, aktuelles Österreich-Bild zusammensetzt“, sagt Ulrike Borowczyk in der Berliner Morgenpost dazu. Im österreichisch öffentlich-rechtlichen Radio Ö1 heißt es: „Eva Reisinger entwickelt eine humorvolle Phänomenologie des ländlichen Österreich.“ Die Tiroler Tageszeitung betont hingegen das Politische: „Vertieft sich die Autorin ins Politische, wird es spannend, messerscharf ist ihre Analyse.“ Die Welt sagt: „Ihr erstes Buch ist eine vergnügte Gebrauchsanleitung für die österreichische Seele.“
Mit dem Roman Männer töten wurde sie für den Debütpreis des Österreichischen Buchpreises 2023 nominiert.

## Werke
- Was geht, Österreich? (Sachbuch), KiWi-Taschenbuch, Köln 2021, ISBN 978-3-462-05463-7.
- Männer töten, Roman, Leykam-Buchverlag, Graz 2023, ISBN 978-3-7011-8297-8.